# 碟形园蛛
碟形园蛛（学名：Araneus scutellatus）为园蛛科园蛛属的动物。在中国大陆，分布于内蒙等地。该物种的模式产地在内蒙。